# ブレイブ・リトル・トースター 火星へ行こう!
『ブレイブ・リトル・トースター 火星へ行こう!』（ブレイブ・リトル・トースター かせいへいこう!、原題：The Brave Little Toaster Goes to Mars）は、ディズニー制作のアニメ映画作品。トーマス・M・ディッシュの小説『いさましいちびのトースター火星へ行く』が原作。

## スタッフ
- 原作：トーマス・M・ディッシュ
- 監督：ロバート・ラミレズ

## ストーリー
ブレイブたちのご主人とクリスに赤ちゃんのロビーが誕生。ブレイブたちは、この新しい小さなご主人がかわいくて仕方がない。ところがある夜、空から降りてきた不思議な光に包まれてロビーが火星へ連れ去られてしまった。ブレイブたちは計算機のブライアンや旧型コンピューターのウィトゲンスタインの力を借りて、ロビーの救出に向かう。儲けを出すためにすぐ壊れるように作られ、火星に捨てられた電化製品が復讐としてロケットを発射しようとしているのを知り、人類を守るために奮闘する。

## キャラクター
ブレイブ
吹き替え：山瀬まみ
勇敢なちびのトースター。不思議な光に包まれてロビーが火星へ連れ去られてしまったことが心配。1作目で歯車に飛びこんでロブを助けるなど、忠実さを持つこの物語の主人公。新しく増えたご主人であるロビーを救うため、仲間たちと火星へ行くことにする。人間を信じている。合言葉は「僕らの友達」「仲間だ！」
ブランキー
吹き替え：千秋
甘えん坊の電気毛布。当初はロビーと仲良くできるかどうか不安であったが、仲良くなったのち、ブレイブ達と同じようにロビーを心配している。性格は温厚で心優しい。ご主人たちのことが大好き。予定では地球に残る筈だが、ロビーのため火星に行く。
ランピー
吹き替え：モト冬樹
お調子者の卓上ランプ。同じようにロビーが心配。あまり頼りにならないように見えるが、1作目で自ら雷に撃たれるなど、他人のために自分を犠牲にする強さがある。チャットとはよく口喧嘩になる。ロビーを救うため、火星に行く。
カービー
吹き替え：小倉久寛
頑固な掃除機。同じようにロビーが心配。パニックを起こすこともあるが、普段はとても冷静で頼りになる。ネガティブな発言が多い。ロビーを救うため、火星に行く。
チャット
吹き替え：森川智之
おしゃべりのラジオ。同じようにロビーが心配。話し上手なため、コミュニケーション能力が極めて高い。ランピーとはよく口喧嘩になる。前作で心臓部の真空管をウィトゲンスタインに譲ったが、アラスカから取り寄せられた冷たい真空管を差し込まれた。ロビーを救うため、火星に行く。
ヒヤリー
吹き替え：千葉繁
鍵を握る補聴器。間違えてロビーを自分のかわりに火星に送ってしまった。実は火星にある冷蔵庫の中には兄がいる。同じようにロビーが心配。ロビーを救うため、火星に行く。
ブライアン
吹き替え：伊藤健太郎
頭のよい計算機。同じようにロビーが心配で、そのことをウィトゲンスタインに連絡する。ロビーを救うため、火星に行く。
ラッツォ
吹き替え：いわぶちかつひこ
前作でロブに飼われる事が決まったネズミ。口は悪いが優しい。同じようにロビーが心配。宇宙では息ができないため、地球に残り、ロビーの不在をロブ夫婦に誤魔化す。
ウィトゲンスタイン
吹き替え：緒方賢一
前作でラッツォらを救う為にチャットから移植してもらった真空管であちこちへ電力や情報を送り、博物館へ行った大型の旧型コンピューター。火星に行く方法などを教えてくれた。物知りで頼りにされている。ラッツォと同じく、地球に残る。
ロブ
吹き替え：小林宏至
ブレイブたちのご主人、ロビーの父親。騒動は夜中、就寝中に起こったため、ロビーがいなくなったことに気づいていない。
クリス
吹き替え：岩男潤子
ロブの妻であり、ロビーの母親。前作でラッツォを気に入り、飼う事を決めた張本人。ロブと同じようにロビーがいなくなったことに気づいていない。
ロビー
吹き替え：不明
まだ立つことも話すこともできない乳児。間違えて火星に送られ捕虜にされてしまうが、大きな泡に包まれているため、生きている。この騒動を経験したためか、生まれて初めて話した言葉は「トースター」になる。わざと壊れるように製造されたあげく、火星に捨てられ、人間不信に陥った電化製品たちの凍った心を乳児ならではの無垢さ、純粋さで溶かしていく。

## 日本での公開
2000年5月19日に吹き替え版VHSが、2004年6月4日にDVDが発売された。